# Algerian
Algerian is een bekend lettertype ontworpen in 1911 door Alan Meeks en Phillip Kelly voor de Engelse lettergieterij Stephenson Blake.
In 1983 is het klassieke lettertype door URW++ gedigitaliseerd en opnieuw uitgegeven.
Momenteel is Linotype de licentiehouder.
Het lettertype is geschikt voor logo's en reclameborden. Het vertoont Spaanse en Noord-Afrikaanse invloeden en de versiersels aan de letters doen een beetje Arabisch aan.
Later zijn meer varianten in de lettertypefamilie ontworpen, zoals Algerian Italic, Algerian Condensed en Algerian Shadow. Aanvankelijk bestond het uitsluitend uit hoofdletters, en er bestaan versies met kleine letters erbij.
Algerian wordt geleverd bij een aantal Microsoftproducten, waaronder Microsoft Office.